# 작은과일박쥐속
작은과일박쥐속(Rhinophylla)은 주걱박쥐과에 속하는 박쥐 속의 하나이다. 3종으로 이루어져 있다.

## 하위 종
- 털작은과일박쥐 (Rhinophylla alethina)
- 피셔작은과일박쥐 (Rhinophylla fischerae)
- 난쟁이작은과일박쥐 (Rhinophylla pumilio)